# Loch a' Mhuillidh
Loch a' Mhuillidh är en sjö i Storbritannien.   Den ligger i kommunen Highland och riksdelen Skottland, i den norra delen av landet, 700 km nordväst om huvudstaden London. Loch a' Mhuillidh ligger 129 meter över havet.  I omgivningarna runt Loch a' Mhuillidh växer i huvudsak blandskog.